# Mihai Lugojanu
Mihai Lugojanu (n. 14 mai 1931 – d. 30 martie 2016) a fost un deputat român în legislatura 1990-1992, ales în județul Brașov pe listele partidului MER - Mișcarea Ecologistă din România. Deputatul Mihai Lugojanu l-a înlocuit pe deputatul Florin Crisbășan la data de 10 iunie 1991.